# مطار الصينية
مطار الصينية أو قاعدة كي تو قاعدة جوية عسكرية في ناحية الصينية، في قضاء بيجي في محافظة صلاح الدين في وسط شمال العراق،